# Конвой № 1151
Конвой № 1151 — японський конвой часів Другої світової війни, проведення якого відбувалось у жовтні 1943 року.
Конвой сформували для проведення групи суден з атола Трук (нині Чуук) у центральній частині Каролінського архіпелагу (ще до війни тут була створена потужна база ВМФ, з якої до лютого 1944 року провадились операції у цілій низці архіпелагів) до Рабаула — головної бази в архіпелазі Бісмарка, звідки японці роки провадили операції на Соломонових островах та сході Нової Гвінеї.
До складу конвою увійшов лише один транспорт «Асаяма-Мару», тоді як ескорт забезпечував есмінець торпедний човен «Хійодорі».
15 жовтня 1943 року кораблі вийшли з Труку та попрямували на південь. Хоча на комунікаціях архіпелагу Бісмарка вже діяли не лише підводні човни, а й авіація, проте конвой № 1151 прослідував своїм маршрутом без інцидентів і 19 жовтня прибув до Рабаула.